# Únyi-patak
Az Únyi-patak a Gerecsében ered, Komárom-Esztergom vármegyében, mintegy 170 méteres tengerszint feletti magasságban. A patak forrásától kezdve előbb délnyugati, majd északi irányban halad, végül Tátnál eléri a Dunát. Helyi nevei: Öregárok patak (legismertebb helyi neve), Úny folyó nagy vízhozama miatt), Sápi folyó, Kárászos folyó (elszaporodott ezüstkárász állománya miatt).
A patakba Dág után beletorkollik a Janza-patak, Sárisápnál a Bajna-Epöli-vízfolyás.
2022-ben a száraz időnek köszönhetően majdnem teljesen kiszáradt, csak egy keskeny, kb. 30 cm széles, 5 cm mély, hosszú tócsa maradt belőle, de vízszintje végül visszaállt az eredetire, ami kb. 2-3 m széles és 80 cm mély.
A patak egy kb 0,5 m széles kis pataként ered Máriahalom és Úny között amibe több tucat kisebb vízfolyás torkollik majd Úny belterületétől 200 méterre egyesül a diósi ággal ami szinte azonos szélességü és mélységü viszont hidegebb és folyása gyorsabb. Innentöl kezdve újabb vízfolyások vízével gazdagodik majd Dágnál felveszi a Janza patak vízét. Ez után Sárisápnak fordul ahol legnagyobb mellékfolyójának a Bajna Epöli vízfolyásnak vízét fogadja magába. Innentöl kezdve a patak már 2, 5 méter szélessé és 70 cm méllyé duzzad átlagos vízhozama eléri itt már a 3 m³/s t. 
Ezután keresztülfolyik Sárisápon, ahol újabb vízfolyások gazdagitják vízhozamát majd átlép Tokod Ebszönybányára ahol 2 kisebb névtelen vízfolyást fogad magába majd egy nagyobbat a csak helyi néven emlegetett Péliföldi patak vízét veszi fel ezután még 2 km-en keresztül északnyugat felé folyik utána viszont egy éles kanyarral keletnek fordul itt medre 2 méternél is szűkebb de mélysége itt akár a 2 métert is elérheti ezután ismét 3 méteresre szélesedik és mélysége 80 cm lesz ezután egy újabb kanyarral északnak fordul ahol a kanyarban egy újabb vízfolyást vesz magába kb 500 méter múlva átlép Tát területére ahol még inkább kiszélesedik és folyása kissé lelassul a korábbi 1,6 m/s-ről 1,3 m/s re itt mélysége újra átlépi az 1 métert szélessége már 4 méterre duzzad átlagos vízhozama átlépi a 4 m³/s-ot és átfolyik a 10-es főút alatt majd tovább halad és tovább szélesedik már 6 méterre és tovább mélyül 2 métere folyása pedig 0,6 m/s re lassul ekkor átfolyik a 117-es föút alatt majd innen 250 méterre egy tölcsér torkolattal a Dunába ömlik.
A patak vize meglepően tiszta annyira hogy a fenekéig teljesen átlátszó bár vízminősége jelentősen leromlott az elmúlt évtizedekben. Fö problémát az Únyi csatornahiány miatt az egyik ágába a helyi nevü Kis Únyi patakba sokak által illegálisan beleeresztett szennyvíz és vegyszerek okozzák ami eme ágnak nyári kiszáradása miatt hirtelen kerül a vízbe mivel nem keveredik a vízzel hanem töményen kerül a folyóba néha óriási mennyiségben ezért komoly szennyezési forrás bár szerencsére 2021-ben víztisztitó berendezések telepitésére támogatást kaptak az Únyiak így a beleeresztett víz jóval tisztább ami a folyó vízminöségét jelentősen javitotta.
Halálománya meglehetösen méretes sok halfaj található benne főleg keszegfélék és pontyfélék valamint harcsák.De ritka fajok is lakják Pl:Széleskárász, Laposkeszeg, Réti csik, Kövi csik, Sebes pisztráng, pénzes pér.
Leggyakoribb halai az invaziv ezüstkárász és az amúr. De sok ponty, dévérkeszeg, széleskárász, harcsa van benne.
A Kenyérmezei pataknál ötször nagyobb vízhozamú tisztább vízü és gazdagabb élövilágú folyó az Únyi patak. Amit a Kenyérmezei patakkal ellentétben nem fenyegetnek ipari szennyezések de mezőgazdasági vegyszerek és mütrágyák már mosódtak vízébe de nem veszélyes koncentrációban igy nem okoztak kárt az élővilágában a folyónak inkább a szennyvíz jelentett komolyabb problémát de 2021 töl már jóval kisebb problémát okozott az Únyi háztartásokba telepített szennyvíztisztitó berendezéseknek köszönhetően.

## Vízhozam
A patak vízhozama eléggé instabil, átlagos időjárás esetén a torkolatnál 2, 5-4, 5 m³-re terjedhet. Kemény szárazság esetén csak kb. 100-200 liter, a teljes kiszáradása ritka. Viszont 2022 nyarán Tokodnál vízének 95%-a hiányzott. Azonban heves esőzések esetén akár 40 m³ vízhozamú is lehet, és komoly áradásokat is okozhat.

## Diósi ág
Egyetlen szárazságtűrő ága a diósi, ami Únytól délre, Tinnye felé ered rétegvizes forrásból. Ha tehát a talajvíz szintje igen alacsony, akkor is van vízhozama. Ez az ág 1970 óta folyamatosan apadt 2011-ig, azóta vízjárása stabil. Esőzések esetén emelkedik, de nem szélsőségesen, vize tiszta, a szennyezés mértéke alacsony. Úny belterületi szakaszának egy részén igen keskeny alig 30 cm széles de 50 cm mélységű is lehet ezen szakaszon illetve egy 2 nyílású hid van fölötte ami egykori nagyobb vízhozamra emlékeztet. Itt folyása iszonyatos sebességű, 16m/s-os sebességü ami a híd alatt és utána lelassul kb 7m/s-re. Ez a gyorsfolyású szakasz egyébként kb 150m hosszú.az Únyiak ezt tekintik az Únyi patak fő forráságának nem pedig a hivatalosan elismert fő forráságat.

## Kisebb vízfolyások
- Únyi-kispatak. Forrása az Únyi-tó, torkolata az Únyi-patak diósi ága. Ez a vízfolyás csak Únyi-kispatak néven van emlegetve, vízhozama elhanyagolható, a nyári félévre ki is száradhat. Jelenleg a legszennyezettebb mellékpatakja az Únyi pataknak. Vize főleg háztartási szennyvízzel szennyezett.

- Máriahalmi-patak: kicsi vízhozamú, Máriahalmon eredő csermely. Torkolata az Únyi-patak.
- Péliföldi-patak: kicsi jelentőségü keskeny vízfolyás hivatalos neve nincs de helyi neve több is van PL: piócás ér, sárér, békás ér. Hossza 4, 8km sajnos a 2. Legszennyezettebb mellékpatakja az Únyi pataknak az Únyi kispatak után. Fö szennyezettsége a mezőgazdasági permetszerek.

- Több más kisebb, névtelen vízfolyás is folyik bele, de jelentőségük gyakorlatilag nincs.

## Partmenti települések
- Úny
- Máriahalom
- Dág
- Sárisáp
- Annavölgy
- Tokod
- Tát